# Elección papal de 1191
La elección papal de 1191 tuvo lugar tras la muerte de Clemente III. El papa, según informes diferentes e irreconciliables, murió en marzo de 1191, en el último tercio del mes, el 20, el 25, el 26, el 28, o quizás el 2, el 4 o el 10 de abril. La elección se llevó a cabo durante la marcha del rey Enrique VI y su ejército hacia Roma. 
El cardenal Giacinto Bobone, de 85 años y miembro de la familia Orsini, fue elegido después de una reticencia extrema. Tomó el nombre de Celestino III. Sin embargo, presionado por los romanos, aceptó negociar con el rey Enrique sobre su coronación como emperador y sobre la posesión de la ciudad de Tusculum. Celestino pospuso su propia consagración para ganar tiempo para negociar. Finalmente fue coronado el Domingo de Pascua, 14 de abril de 1191.

## Muerte de Clemente III
El rey Enrique cruzó a Italia en pleno invierno y llegó a Bolonia el 11 de febrero de 1191; el 22 de febrero estaba en Lucca y el 26 en Pisa. Había enviado representantes (nunzios) al papa Clemente, así como a los cardenales y senadores de Roma, solicitando su coronación y prometiendo que preservaría intactas las leyes y dignidades del pueblo romano en todos los asuntos. 
Enrique pretendía marchar hacia el sur de Italia y reclamar el reino de Guillermo II de Sicilia para su esposa y para sí mismo, y, dado que el reino de Sicilia era un feudo papal, Enrique necesitaba la cooperación activa del papa.
En marzo de 1191, Enrique y su ejército se encontraban en Toscana. El Papa había enviado a dos cardenales para negociar con él: Pedro Gallocia, obispo de Oporto, y Pedro, cardenal presbítero de San Pedro in Vincoli.
Antes de morir, Clemente había accedido a la exigencia de Enrique VI de una coronación imperial en Roma en Pascua. Los líderes romanos no se impresionaron con las promesas de Clemente, ya que les había prometido al comienzo de su reinado que les entregaría Tusculum, y aún no lo había hecho.
La última bula fechada conocida de Clemente fue firmada el 20 de marzo de 1191.
Clemente III murió el 20 de marzo de 1191.

## Cardenales
Las fuentes no mencionan a ninguno de los cardenales que eligieron al cardenal Giacinto de Santa María en Cosmedin. Es necesario elaborar una lista por deducción e inferencia. El número de cardenales que suscribieron documentos para Clemente III es mucho menor que el total de cardenales vivos a su muerte.
Al menos 18 de los designados por el papa Clemente eran italianos, y 11 de ellos eran romanos nativos.
Un inicio en la lista de cardenales que pudieron haber asistido a la elección de marzo o abril de 1191, además de algunos o todos los nuevos cardenales, puede derivarse de un privilegio otorgado por Clemente III al monasterio de Compiègne el 17 de febrero de 1191, unas cinco semanas antes de su muerte. Dieciocho cardenales suscribieron el documento.

## Elección
Ralph de Diceto, deán de Londres, indica que existía disensión entre los cardenales: El temor era que esto pudiera conducir a un cisma entre ellos, y fue solo con esa consideración que el cardenal diácono de mayor rango, Iacinto, accedió a su elección al trono papal.
El desacuerdo se originó, sin duda, en el acuerdo alcanzado por Enrique VI y Clemente III de que Tusculum sería entregado a los romanos, un abandono de la antigua política papal fortalecida por un tratado. El Continuador de Sigeberto de Gembloux destaca tanto la disensión como la duplicidad entre los romanos y los cardenales.
El cardenal Iacinto tomó el nombre de Celestino III.
Cuando el papa Celestino vio que se acercaba el rey Enrique, aplazó su propia consagración para posponer la de Enrique.
Tras la elección, y antes de que el rey Enrique pudiera acercarse a Roma, los líderes romanos solicitaron al papa Celestino que no ungiera ni coronara emperador a Enrique hasta que el papa obtuviera su consentimiento para que la ciudad de Túsculo les fuera entregada. La ciudad había sido puesta bajo la custodia del papa Clemente, pero los tusculanos habían recurrido al rey e invocado su patrocinia. 
Los romanos presionaron vigorosamente (instantissime proponentes) al papa para que esta fuera la manera de que Túsculo pasara a manos romanas, tal como lo especificaba el acuerdo previo. Celestino aceptó la propuesta. Inmediatamente envió negociadores (nunzios) al rey, quienes le propusieron firmemente que, a la luz del acuerdo previo entre el papa y los romanos (al comienzo del reinado de Clemente), era necesario que el rey entregara Tusculum al papa.
El Sábado Santo, 13 de abril, Celestino III se dirigía del palacio de Letrán a San Pedro, donde sería consagrado al día siguiente. Se encontró cara a cara con el rey Enrique, la reina Constanza y un grupo armado. Los romanos habían cerrado las puertas de la ciudad y las custodiaban con firmeza, impidiendo la entrada del séquito imperial.
Celestino III (Giacinto Bobone) fue ordenado sacerdote el Sábado Santo, 13 de abril de 1191; fue consagrado obispo y entronizado el Domingo de Pascua, 14 de abril de 1191. Su consagrador fue el cardenal Octavio de Poli, obispo de Ostia.
Gracias al pacto hecho entre Enrique VI y Celestino III, la ciudad de Tusculum fue atacada por los romanos y completamente destruida el 17 de abril de 1191.